# Sergio Calabrese
Sergio Calabrese (Chiaramonte Gulfi, 30 agosto 1944) è un giornalista e scrittore italiano.

## Biografia
Nato in Sicilia nel 1944, Calabrese è stato un tele reporter inviato speciale dei telegiornali della Rai fino al 2009. Oltre ai servizi per i Tg ha collaborato con la testata sportiva Rai Sport per la quale ha documentato cinque campionati del mondo di calcio. Nel 2001 ha vinto il Premio Ilaria Alpi con il suo reportage Una notte a Milano; un viaggio tra i diseredati della metropoli lombarda.
Ha scritto i libri Tutti pazzi per il Trap, Le racchette nel convento, Il Vito di Vigevano e Tele "visioni".

## Premi e riconoscimenti
- (2001) - Premio giornalistico televisivo Ilaria Alpi (Premio Miran Hrovatin)